# Mey Lan Chao
Meylan Chao (auch Mey Lan Chao) (* 1. März 1970 in Peking) ist eine deutsche Schauspielerin chinesischer Herkunft.

## Leben
Chao besuchte die Rundfunkhochschule in Peking sowie die Universität der Künste in Berlin, wo sie das Fach „Regie für Fernsehfilme“ belegte. In einem Hollywood Acting Workshop in Los Angeles wurde sie in Schauspiel, Camera-Acting sowie Gesang und Tanz unterrichtet. 1995 startete Chao ihre Karriere in Deutschland mit einer kleinen Rolle in zwei Folgen der Fernsehserie Frauenarzt Dr. Markus Merthin, in der Sascha Hehn die Hauptrolle innehatte. Anschließend spielte sie in der Verfilmung von Hans Falladas Roman Der Trinker die Rolle des Dienstmädchens Else. In der Serie Gute Zeiten, schlechte Zeiten wirkte Chao 1996 als Geschäftsfrau Harumi Shimizu mit, durch diese Rolle wurde sie einem größeren Publikum bekannt.
Danach war sie unter anderem in den Fernsehserien Die Straßen von Berlin (1995), Alarm für Cobra 11 – Die Autobahnpolizei (1996) und Hinter Gittern – Der Frauenknast (2004) zu sehen. In dem Kinofilm Samba in Mettmann spielte sie 2004 eine Bedienung. 2008 spielte sie in der Tatort-Folge Der tote Chinese eine tragende Rolle. In der Fernsehserie Men in Trees (2006–2008) lieh sie ihre Stimme der Figur Mom Mai, die von Lauren Tom gespielt wird. Lauren Tom wurde von Chao in diversen Filmen synchronisiert. Die Synchronkartei listet für die Schauspielerin 36 Sprechrollen.

## Filmografie (Auswahl)

### Schauspielerin
- 1995: Frauenarzt Dr. Markus Merthin (Fernsehserie, zwei Folgen)
- 1995: Der Trinker (Fernsehfilm)
- 1995: Die Straßen von Berlin (Fernsehserie, zwei Folgen)
- 1996: Alarm für Cobra 11 – Die Autobahnpolizei (Fernsehserie, eine Folge)
- 1996: Gute Zeiten, schlechte Zeiten
- 1997: Ende einer Leidenschaft (Fernsehfilm)
- 1997: Polizeiruf 110: Der Sohn der Kommissarin (Fernsehreihe)
- 1999: Lukas (Fernsehserie, eine Folge)
- 2000: Großstadtrevier (Fernsehserie, eine Folge)
- 2001: Sumo Bruno
- 2003: Küstenwache (Fernsehserie, eine Folge)
- 2003–2004: Die Pfefferkörner (Fernsehserie, drei Folgen)
- 2004: Die Quittung (Fernsehfilm)
- 2004: Samba in Mettmann
- 2004: Hinter Gittern – Der Frauenknast (Fernsehserie, zwei Folgen)
- 2005: Der Bulle von Tölz (Fernsehserie, eine Folge (55) Ein erstklassiges Begräbnis)
- 2006: Summer Palace
- 2008: Tatort – Der tote Chinese (Fernsehreihe)

### Synchronsprecherin

#### Filme
- 1997: Für Pauline Chan in Paradise Road als Wing
- 1999: Für Bai Ling in Anna und der König als Tuptim
- 2000: Für Peggy K. Chang in Blair Witch 2 als Asiatin
- 2007: Für Takayo Fischer in Das Streben nach Glück als Mrs. Chu
- 2010: Für Ako in Twelve als Mrs. Fong
- 2014: Für Li Bingbing in Transformers: Ära des Untergangs als Su Yueming
- 2018: Für Li Bingbing in The Meg als Suyin
- 2022: Für Michelle Yeoh in Minions – Auf der Suche nach dem Mini-Boss als Meisterin Chow

#### Serien
- 2004: Für Lauren Tom in Monk als Mrs. Ling
- 2006–2007: Für Lauren Tom in What’s Up, Dad? als Annie Hoo
- 2007–2008: Für Lauren Tom in Men in Trees als Mom Mai
- 2009–2010: Für Kim Yunjin in Lost als Sun Kwon (2. Stimme)
- 2013: Für Rosalind Chao in Apartment 23 als Pastor Jin